# Snubbelsten

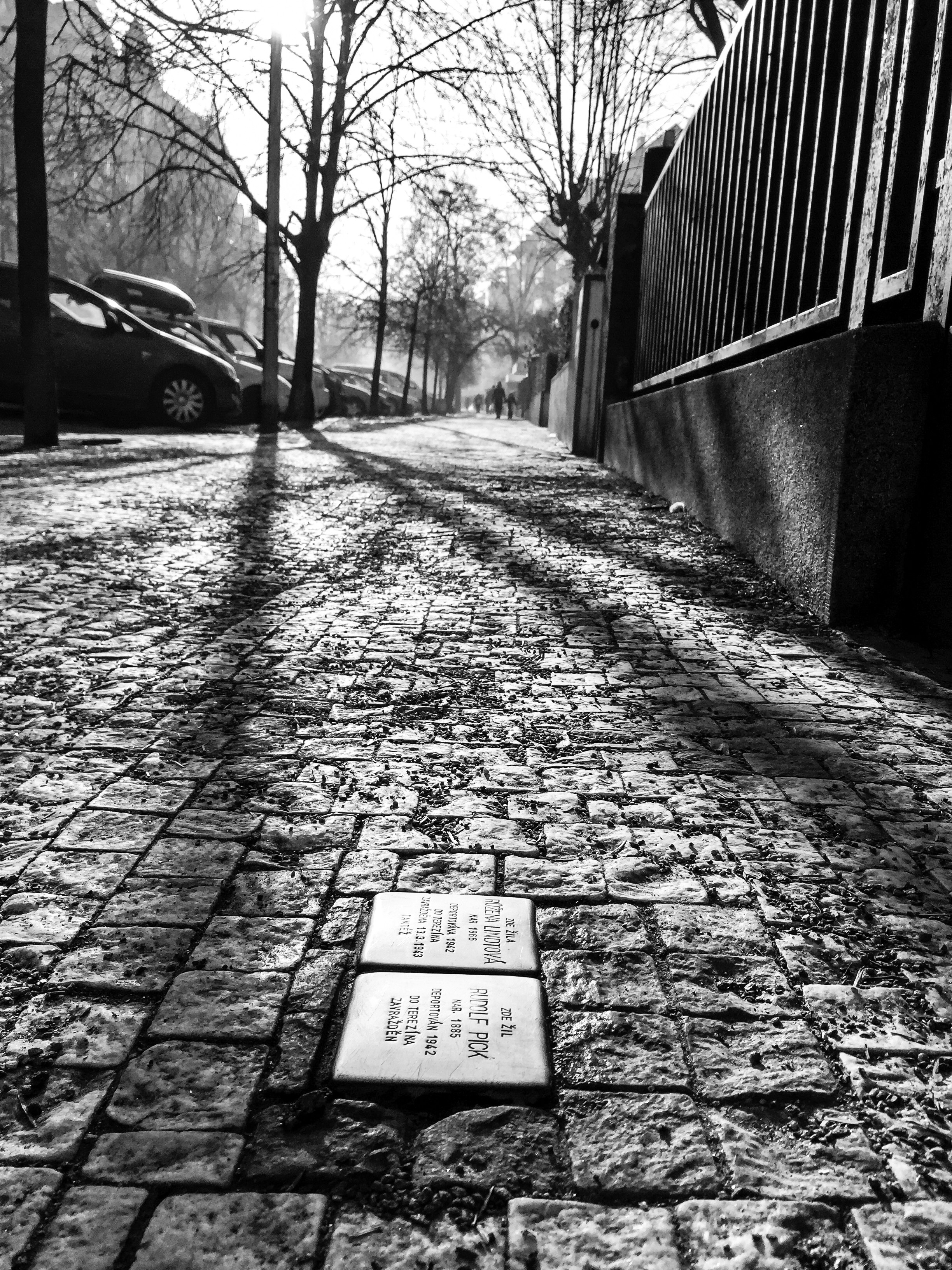
Růžena Lindtová och Rudolf Pick, Prag.

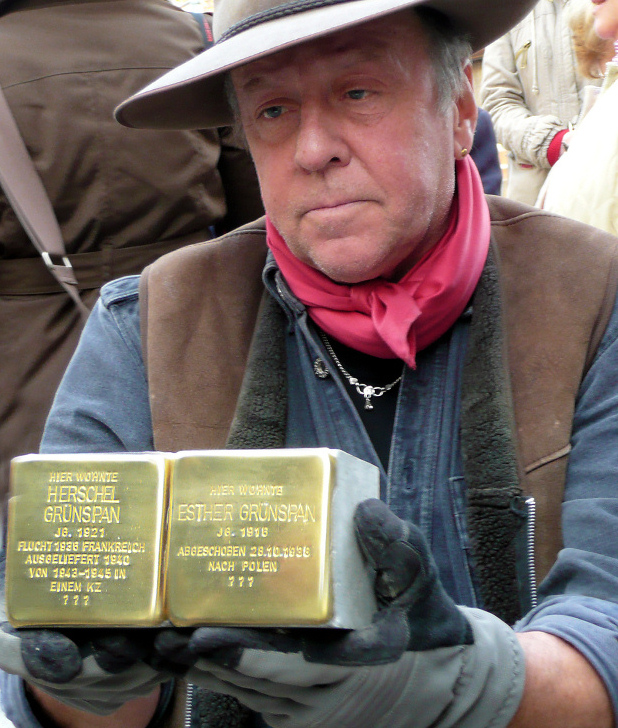
Gunter Demnig.

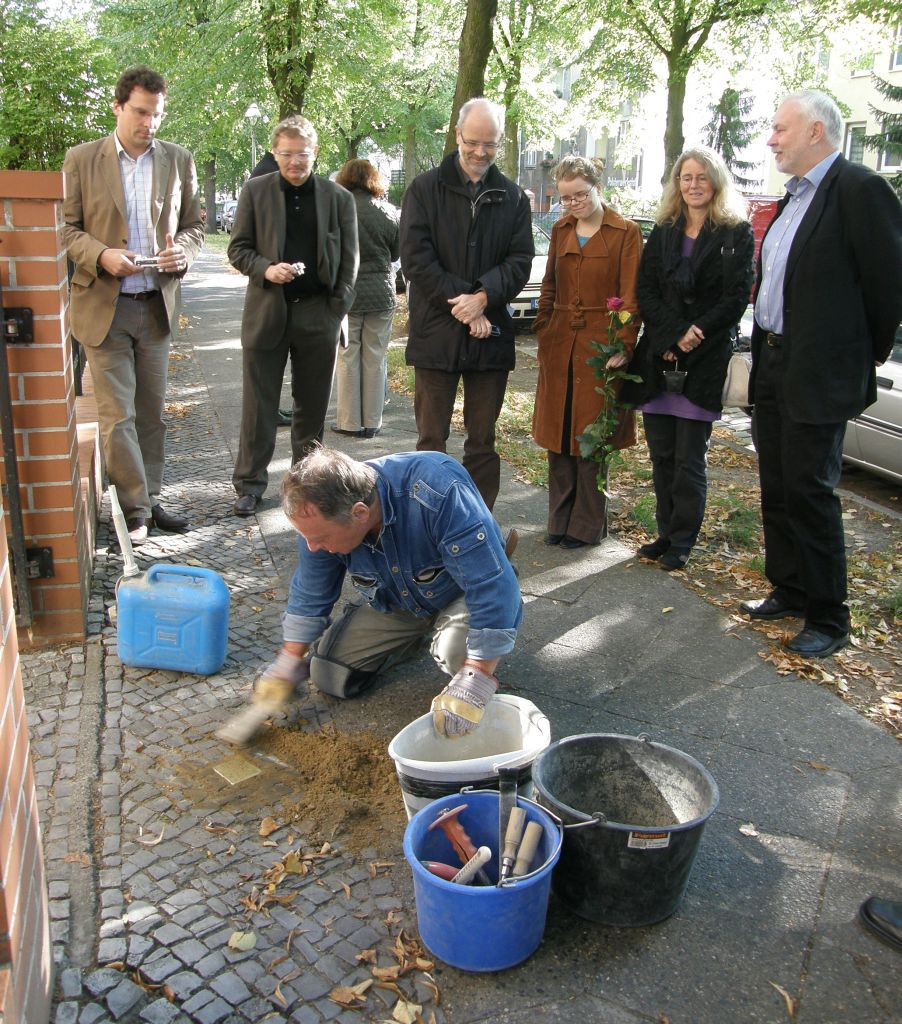
Gunter Demnig sätter Robert Remaks sten, Berlin.

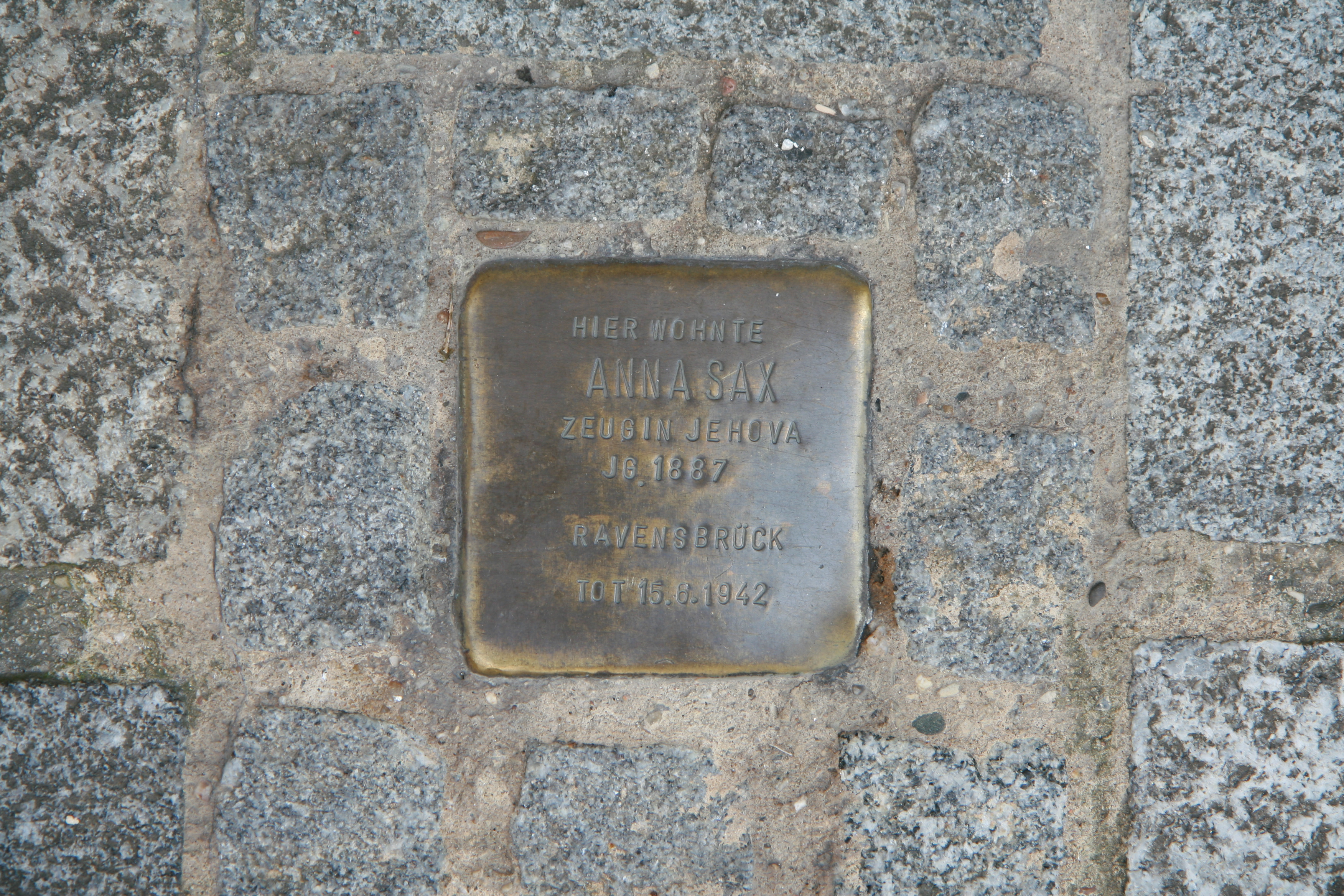
Anna Sax, Jehovas vittne, Braunau, Österrike

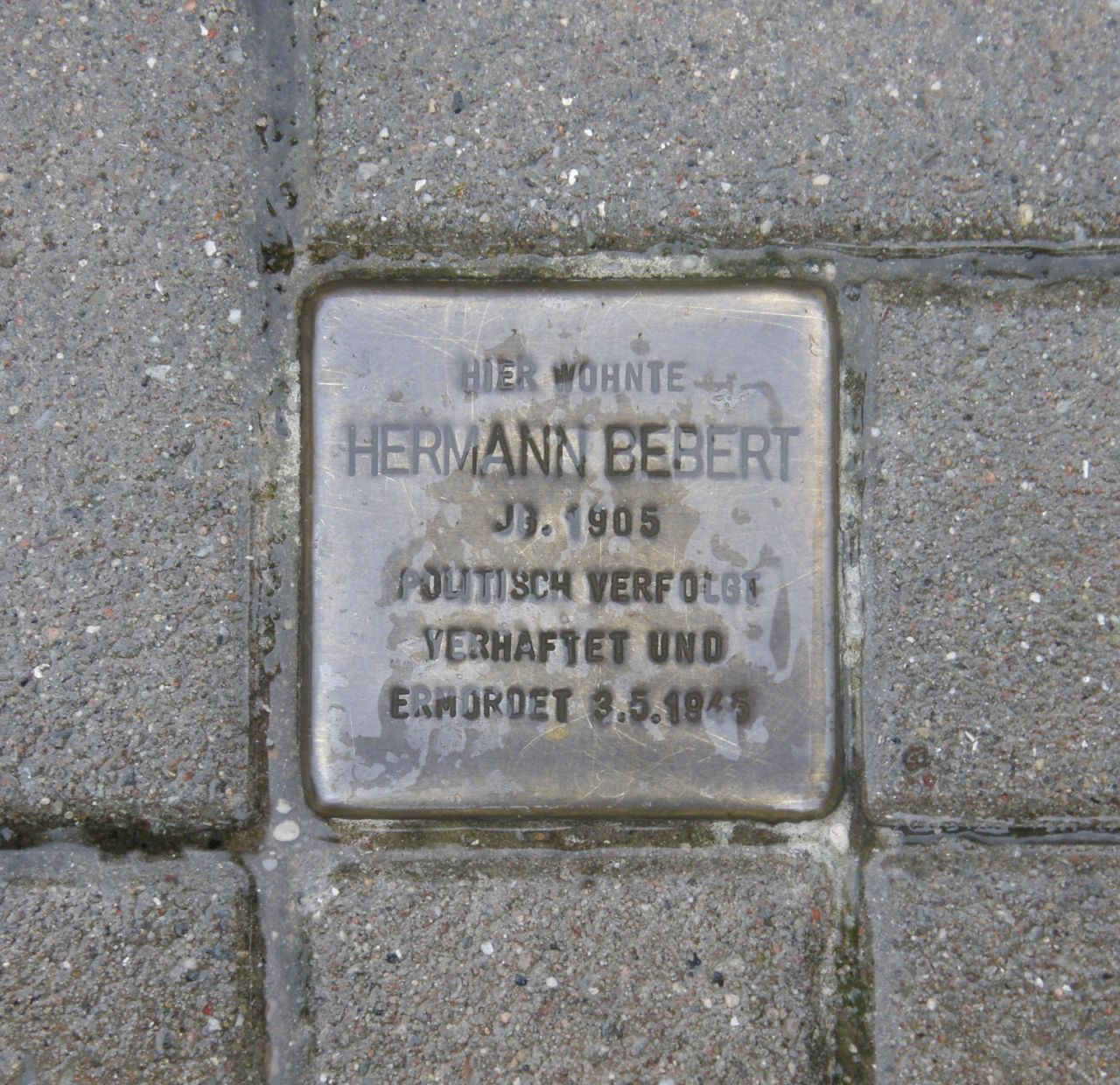
Herman Bebert, politiskt förföljd, Sassnitz.

Snubbelsten, på tyska Stolperstein, är ett minnesmärke i form av en gatsten för att hedra nazismens offer. Det initierades 1995 av den tyske konstnären Gunter Demnig för att hedra de judar, romer, politiska motståndare till nazismen, homosexuella, Jehovas vittnen och eutanasioffer som fördrevs eller förintades av nazisterna 1933–1945. 
Stenarna är placerade i trottoaren utanför offrets sista bostad eller en viktig plats i frihet. Varje sten är gjord av betong, med en ovansida av mässing, som har en kortfattad inskrift med offrets namn, födelseår samt dödsdatum. Demnig kallar snubbelstenarna "ett konstprojekt för Europa". Över 100 000 stenar (2023) med namn på offer för nazismens förföljelse och utrotningspolitik finns utplacerade i totalt 30 länder (2025) nämligen Belgien, Bosnien och Hercegovina, Danmark, Finland, Frankrike, Grekland, Irland, Italien, Kroatien, Lettland, Litauen, Luxemburg, Moldavien, Nederländerna, Norge, Polen, Rumänien, Ryssland, Schweiz, Serbien, Slovakien, Slovenien, Spanien, Storbritannien, Sverige, Tjeckien, Tyskland, Ukraina, Ungern och Österrike.
Den första snubbelstenen placerades ut i Köln i Tyskland 1995.

## En sten, ett namn, en människa
”En människa är bortglömd först när namnet är bortglömt”, säger Gunter Demnig. Genom att placera stenar med namn i trottoaren framför husen där personerna bodde kommer minnet av dem att leva vidare. Snubbelstenarna ger namnen åter till de personer som reducerades till nummer i koncentrationslägren.
Varje sten bär en kortfattad inskrift: "Hier wohnte" (Här bodde) samt namnet, födelseår och namnet på lägret han/hon fördes till och dödsår eller "überlebt" (överlevde). Om offret inte var jude står även vilken förföljd grupp personen tillhörde. Exempel: Här bodde Karoline Levy f. Glaser, f. 1864, Deporterad 1942 Theresienstadt, död 11.8.1942. (Oberdollendorf); Här bodde Johann Kerndlbacher, Sinti, f.1895, Lägret Weyer, Deporterad Lodz, Död 7.1.1942. (Braunau am Inn).

## Historik
Konstnären Gunter Demnig fick idén till snubbelstenarna 1993 och presenterade den vid en utställning i Köln 1994. Han fick stöd för sitt projekt och började placera mässingsstenar i Köln och Berlin 1995. År 1997 satte han två stenar i Sankt Georgen vid Salzburg i Österrike. Men det var först efter millennieskiftet som utplaceringarna tog fart. I oktober 2007 hade Demnig placerat ut 13 000 stenar i mer än 280 städer. Sommaren 2009 fanns det sammanlagt omkring 20 000 snubbelstenar i 480 orter i Tyskland samt i Österrike, Ungern, Nederländerna, Belgien och flera är planerade i Polen, Italien och Frankrike. Vem som helst kan delta i projektet genom att föreslå en snubbelsten och bidra med 120 euro (2012).
Ett tiotal stenar har placerats ut i Adolf Hitlers födelsestad Braunau am Inn i Österrike.
År 2010 fick Skandinavien sina första snubbelstenar - 19 stenar vid Calmeyers gate 15 i Oslo som hedrar minnet av de personer som bortfördes i maj 1942. Fastigheten på Calmeyers gate 15 var tidigare en synagoga och är i dag Jødisk Museum i Oslo(no). Calmeyers gate ligger i hjärtat av Hausmannskvartalene, som i sin tid var Oslos judiska kvarter; även flera av de omkringliggande gatorna har snubbelstenar.
År 2019 fick Sverige sina första snubbelstenar.

## Kritik
Vissa städer har varit och är kritiska till projektet. I München avvisade både borgmästaren och en judisk talesperson projektet 2004. De anser bland annat att minnesmärken som folk går på vanhelgar nazismens offer. Städerna Leipzig och Freiburg var till en början avoga till utplacerandet av snubbelstenar men ändrade sedan inställning. På flera orter har en del boende motsatt sig att man sätter dessa stenar framför sina hus. De menar att stenarna skapar obehag och kan försvåra försäljningen av husen.[källa behövs] I Polen har det också höjts kritiska röster mot snubbelstenar.[källa behövs]

## Snubbelstenar i Sverige

### Stockholm
På initiativ av Forum för levande historia, Föreningen Förintelsens överlevande, Judiska församlingen i Stockholm och i samarbete med Stockholms stad utplacerades Sveriges första snubbelstenar på tre adresser i Stockholm under invigningsceremonier den 14 juni 2019:
- Erich Holewa, utvisad 1938, deporterad 1942 till Auschwitz där han mördades, snubbelsten vid Kungsholmstorg 6.
- Hans Eduard Szybilski, utvisad 1939, deporterad 1943 till Auschwitz där han mördades, snubbelsten vid Apelbergsgatan 36.
- Curt Moses, utvisad 1937, troligen dödad i Riga 1941,[9] snubbelsten vid Gumshornsgatan 6.

#### Bildgalleri: Snubbelstenar i Stockholm

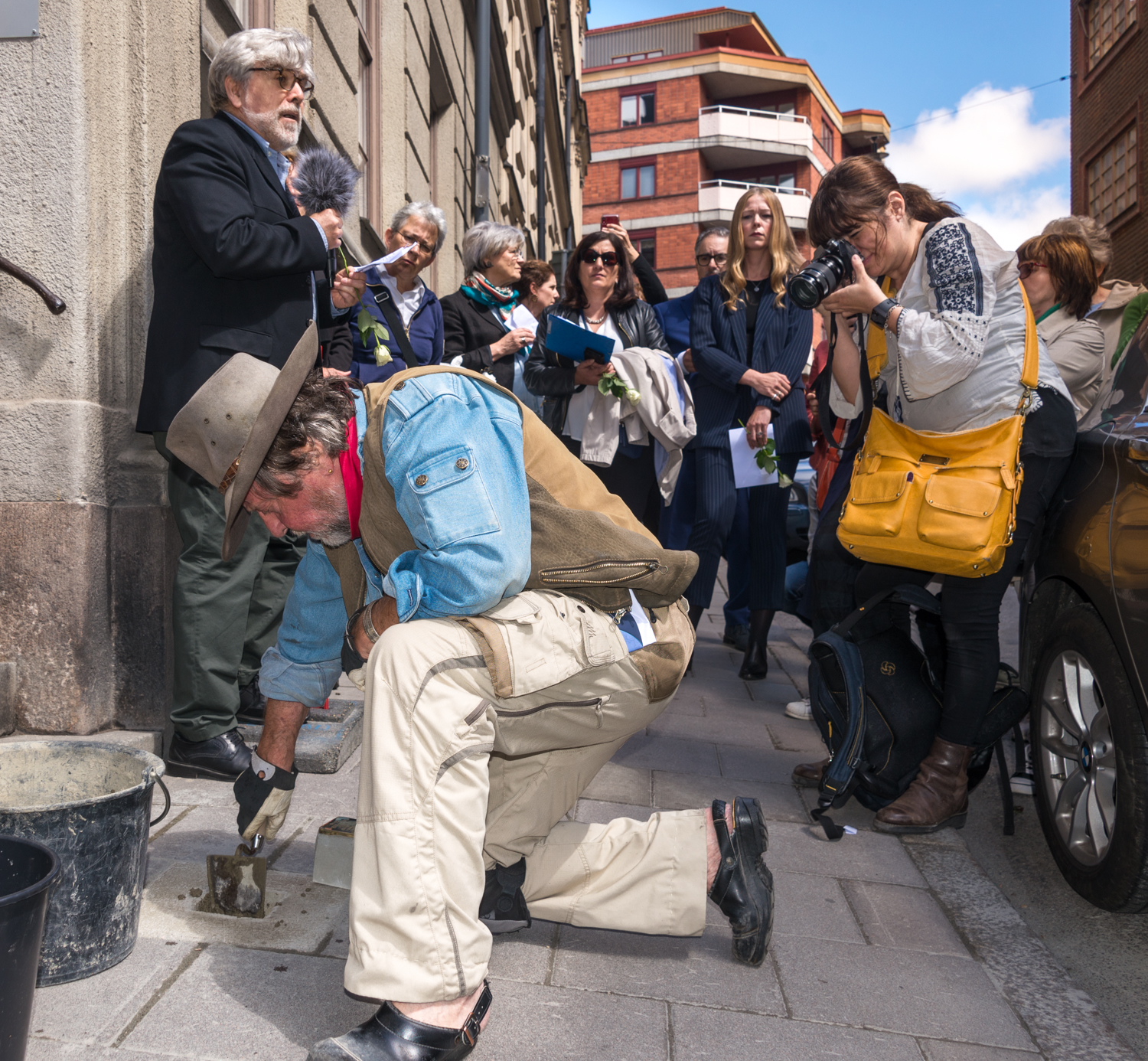
Konstnären Gunter Demnig placerar snubbelstenen för Hans Eduard Szybilski den 14 juni 2019.
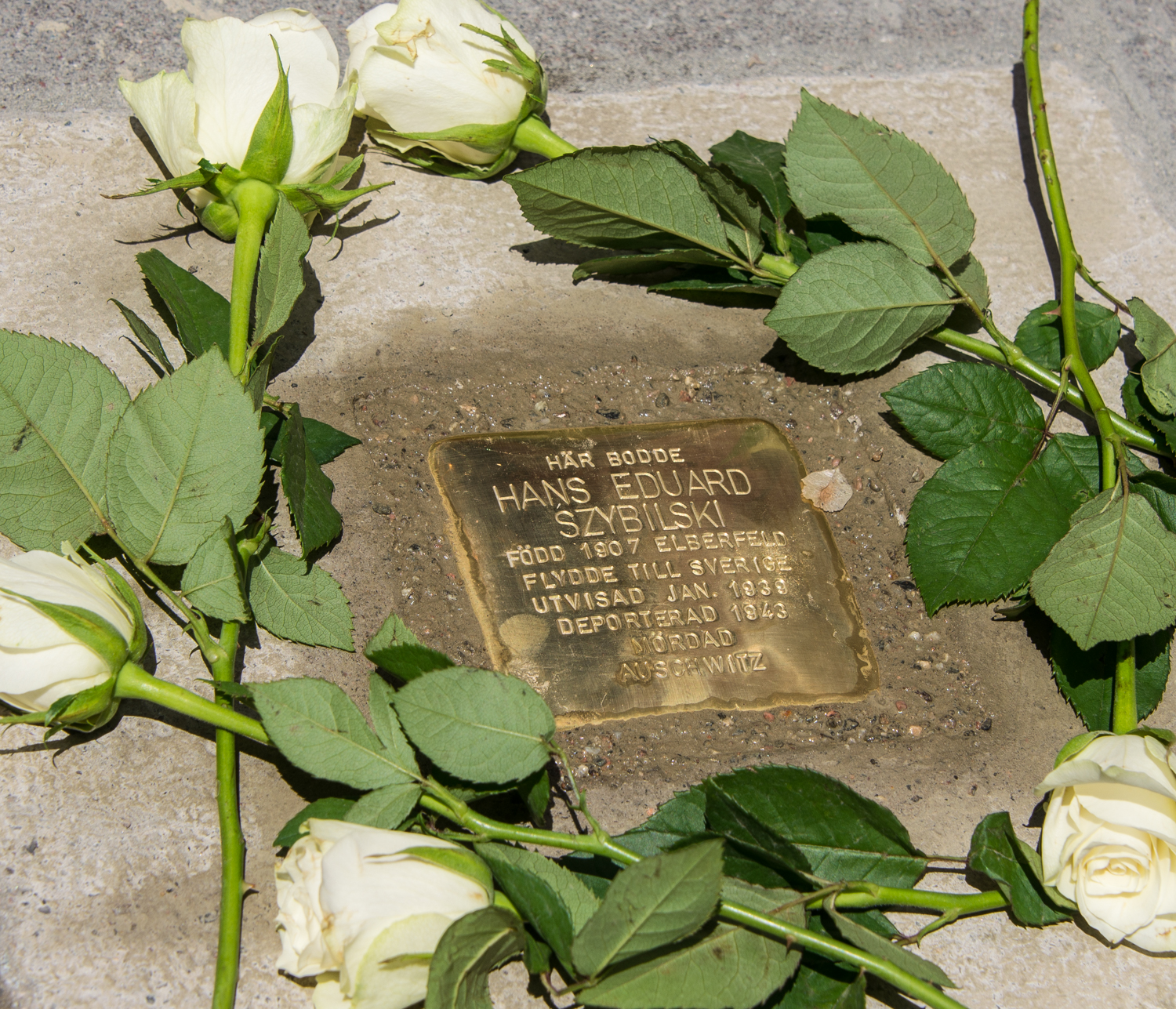
Snubbelsten för Hans Eduard Szybilski på Apelbergsgatan 36 i Stockholm.
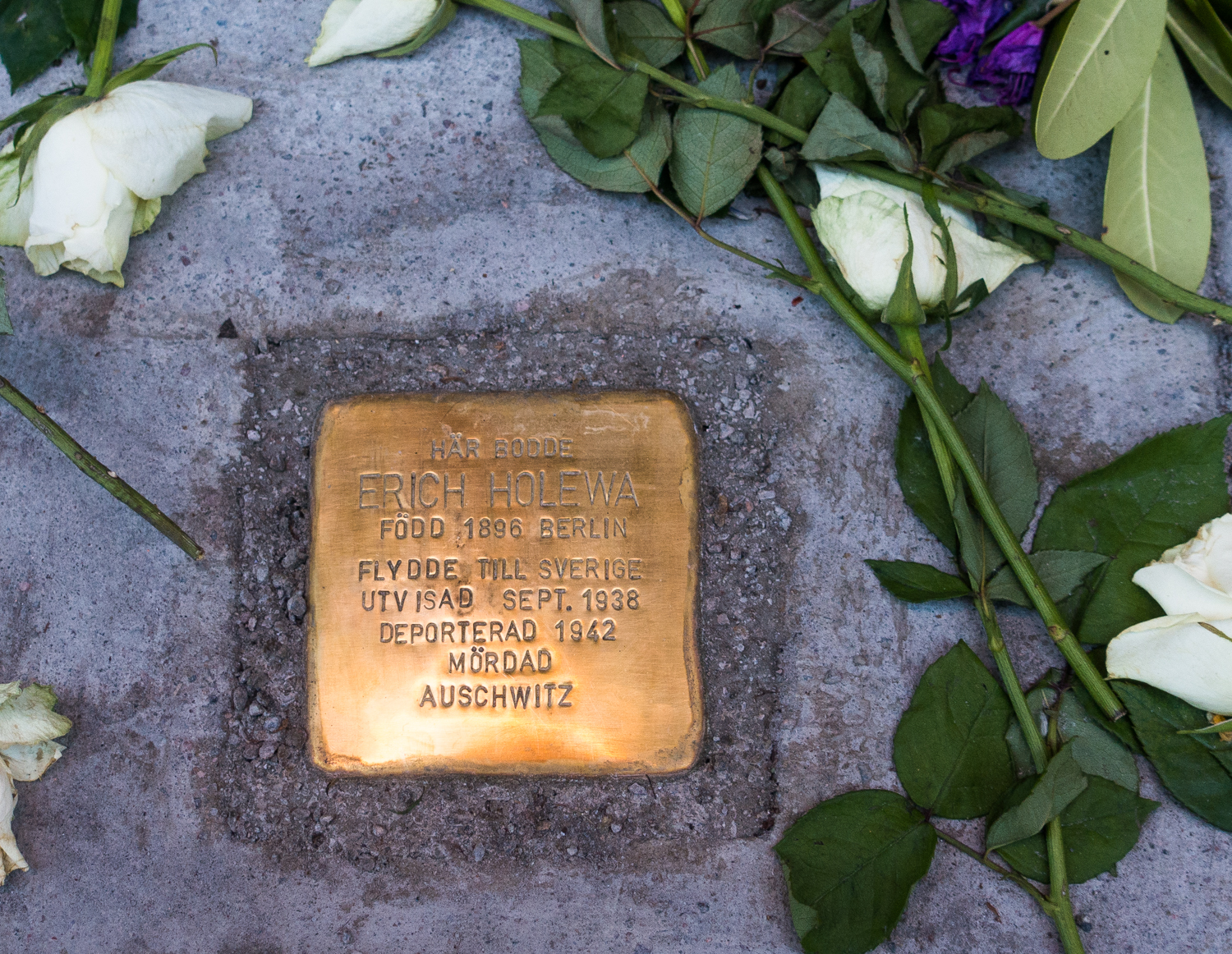
Snubbelsten för Erich Holewa på Kungsholmstorg 6 i Stockholm.
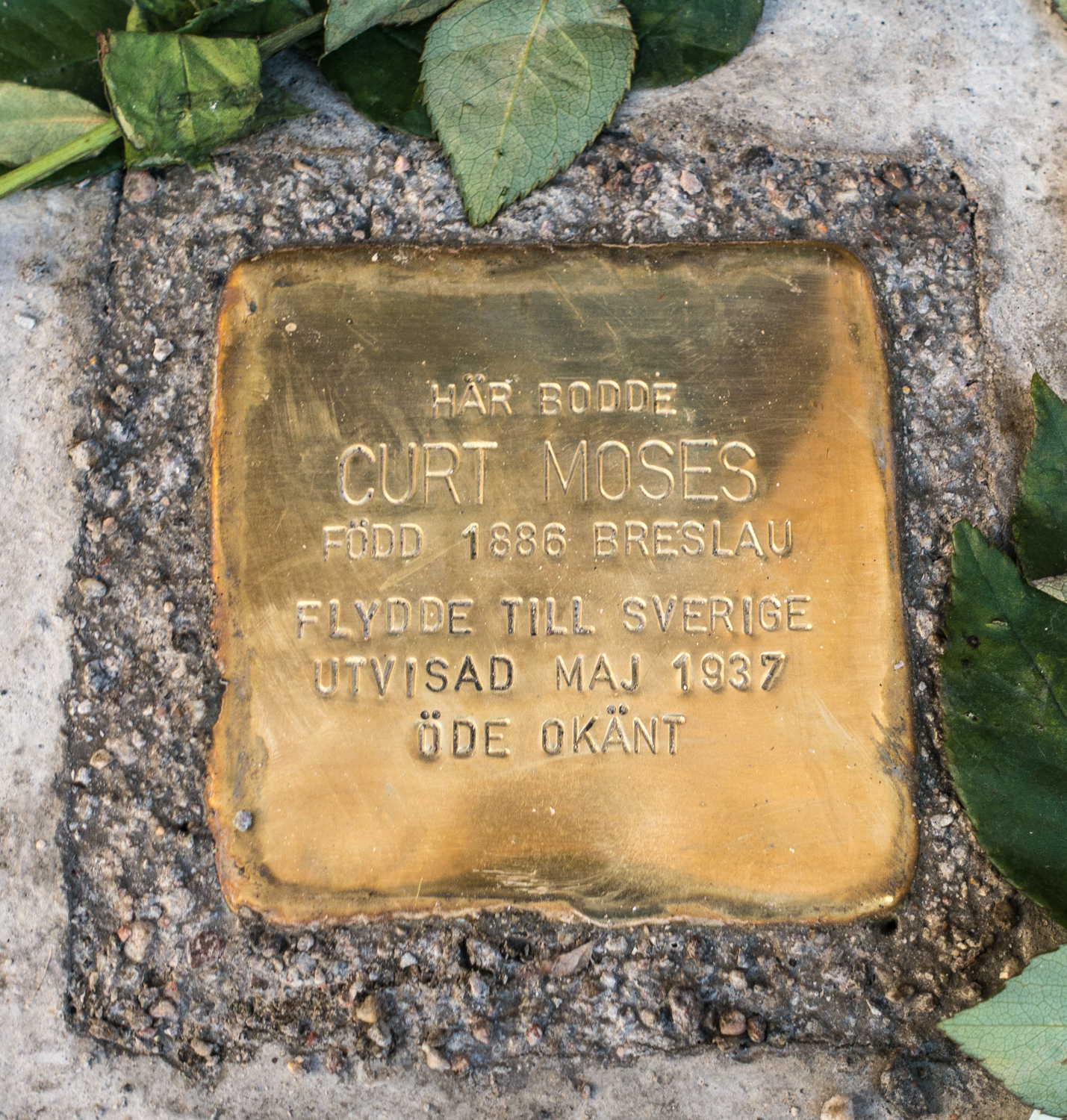
Snubbelsten för Curt Moses på Gumshornsgatan 6 i Stockholm.

### Malmö
Hösten 2022 invigdes tre snubbelstenar i Malmö. De placerades samtliga vid Posthusplatsen, där det tidigare låg ett tullhus från vilket nyanlända både ankom och deporterades. Liberalerna i Malmö låg bakom initiativet och de tre skolorna Sankt Petri, Borgarskolan och Latinskolan har adopterat varsin sten att sköta om. Stenarna minner om tre judar som flytt till Sverige, men avvisades kort tid efter ankomsten och mördades i koncentrationslägren:
- Siegfried Gutmann
- Walter Gerson
- Schulim Bürger

### Snubbelstenar för svenskar i Tyskland
Den svensk-judiska författarinnan och journalisten Cordelia Edvardson, som var lägerfånge i Theresienstadt och Auschwitz, har en snubbelsten utanför Eichkatzweg 33 i Berlin som lades ut i oktober 2008.

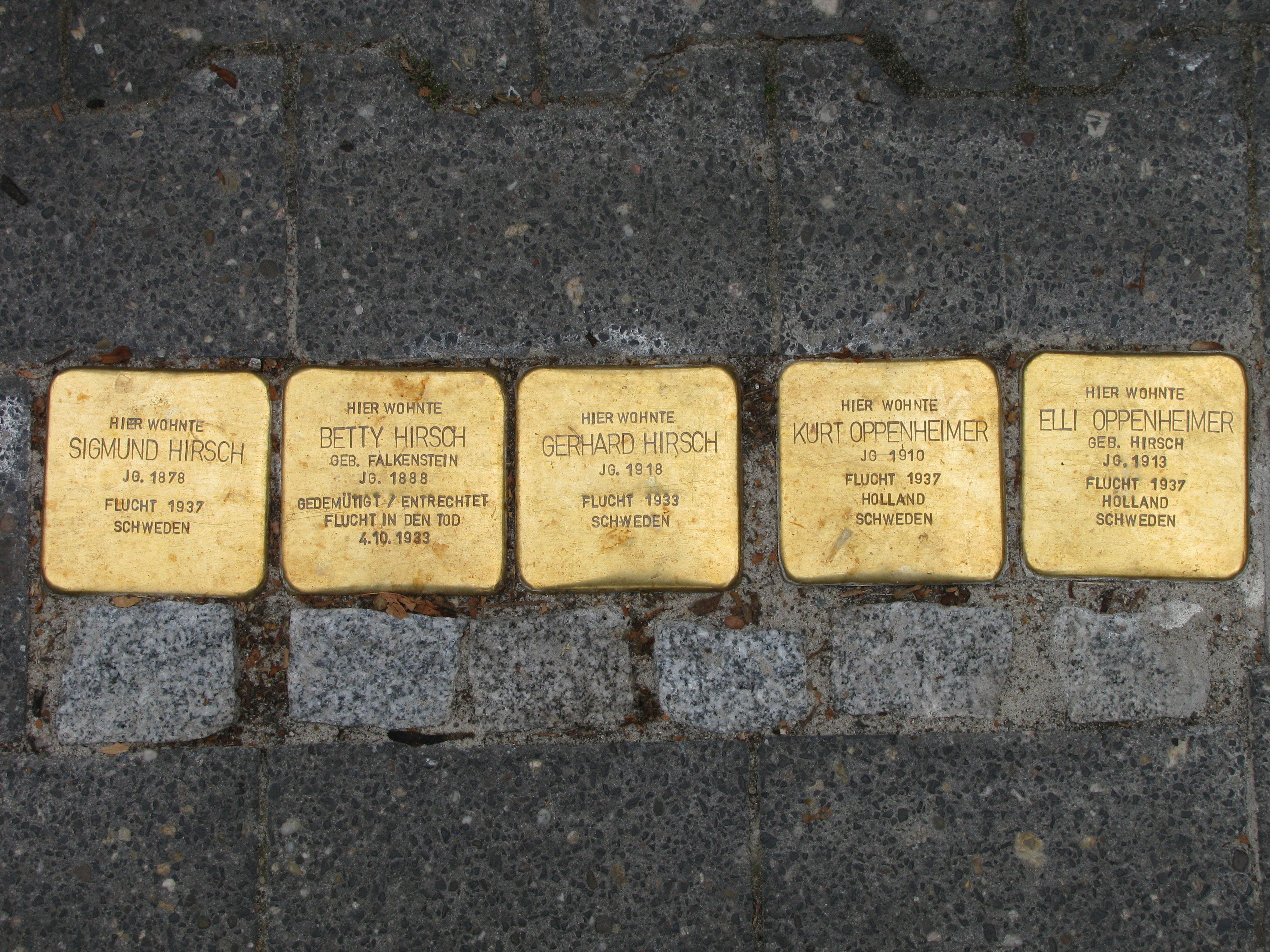
Snubbelstenar (Stolpersteine) för Kurt och Elli Oppenheimer, Ellis föräldrar Sigmund och Betty Hirsch samt Ellis bror Gerhard Hirsch, placerade i juni 2022 vid Bockenheimer Landstraße 107 i Frankfurt am Main.

I juni 2022 utplacerades snubbelstenar i Frankfurt am Main vid Bockenheimer Landstraße 107 för 5 personer med anknytning till Sverige:
- Kurt och Elli Oppenheimer, föräldrar till Bertil Oppenheimer. Kurt och Elli flydde 1937 till Holland undan förföljelse, men fick där senare gå under jorden när även Holland ockuperades. 1943 lyckades de fly till Sverige.
- Elli Oppenheimers föräldrar Sigmund och Betty Hirsch, där Sigmund lyckades fly till Sverige medan Betty drevs till att ta sitt liv.
- Gerhard Hirsch, bror till Elli Oppenheimer, som lyckades fly till Sverige.

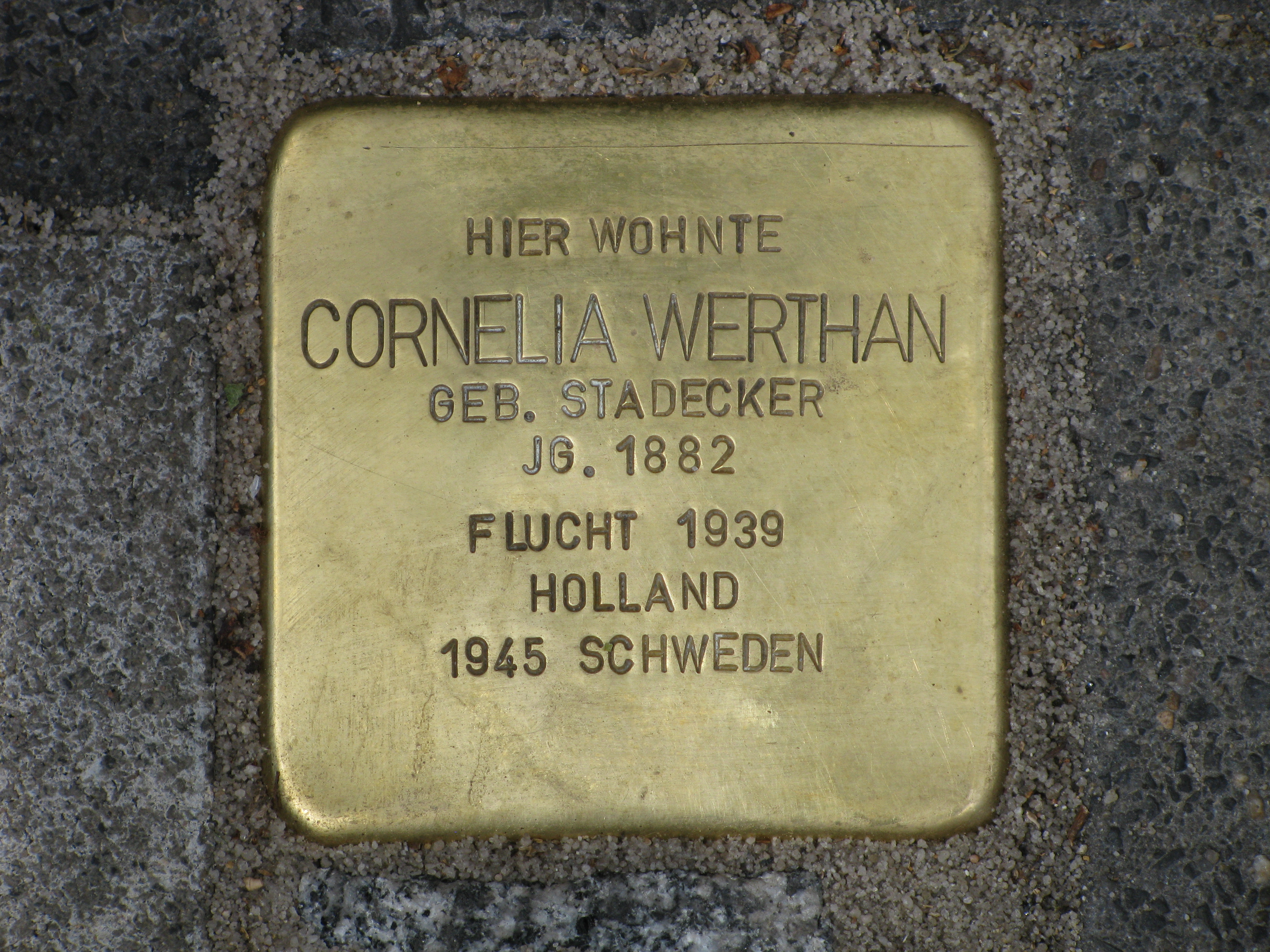
Snubbelsten för Cornelia Werthan vid Lersnerstraße 30a, Nordend, Frankfurt am Main.

Vid samma tillfälle (juni 2022) utplacerades en snubbelsten för Cornelia Werthan vid Lersnerstraße 30a, Nordend, Frankfurt am Main, som flydde undan förföljelse först till Holland och sedan till Sverige 1945.

## Snubbelstenar i Finland
I Finland finns (2020) sju snubbelstenar för att hedra de judar som deporterades och fördes till Auschwitz i november 1942. De sju som fått snubbelstenar hör samtliga till den grupp på åtta personer som deporterades till Tallinn och Nazityskland i november 1942 med fartyget S/S Hohenhörn, och som år 2000 uppmärksammades med minnesmärket Hjälpsökande händer på Observatorieberget i stadsdelen Ulrikasborg i Helsingfors i Finland. Den åttonde personen i gruppen, Hans Eduard Szybilski (född 29 augusti 1907 i Elberfeld) har sedan juni 2019 en snubbelsten vid Apelbergsgatan i Stockholm.
- Heinrich Huppert (född 16 november 1896 i Wien, Österrike), snubbelsten vid Grönnäsgatan i Hagnäs sedan november 2020
- Kurt Huppert (född 29 augusti 1931 i Wien, Österrike), snubbelsten vid Grönnäsgatan i Hagnäs sedan november 2020
- Georg Kollman (född 19 november 1912 i Wien, Österrike), snubbelsten i Munknäs sedan sommaren 2018
- Janka Kollman, född  Holčerová (född 10 september 1910 i Nyiregyháza, Ungern), snubbelsten i Munknäs sedan sommaren 2018
- Franz Olof Kollman (född 15 maj 1941 i Helsingfors, Finland), snubbelsten i Munknäs sedan sommaren 2018
- Elias Kopelowsky (född 22 september 1881 i Ilgen), snubbelsten utanför hotell Torni på Georgsgatan i Helsingfors sedan sommaren 2019
- Hans Robert Martin Korn (född 26 juni 1919 i Bielitz, Polen), snubbelsten vid Högbergsgatan i Ulrikasborg sedan november 2020

Av dessa överlevde endast Georg Kollman. Efter kriget flyttade han till Israel där han arbetade som läkare och avled den 3 oktober 1992.

## Snubbelstenar i Norge

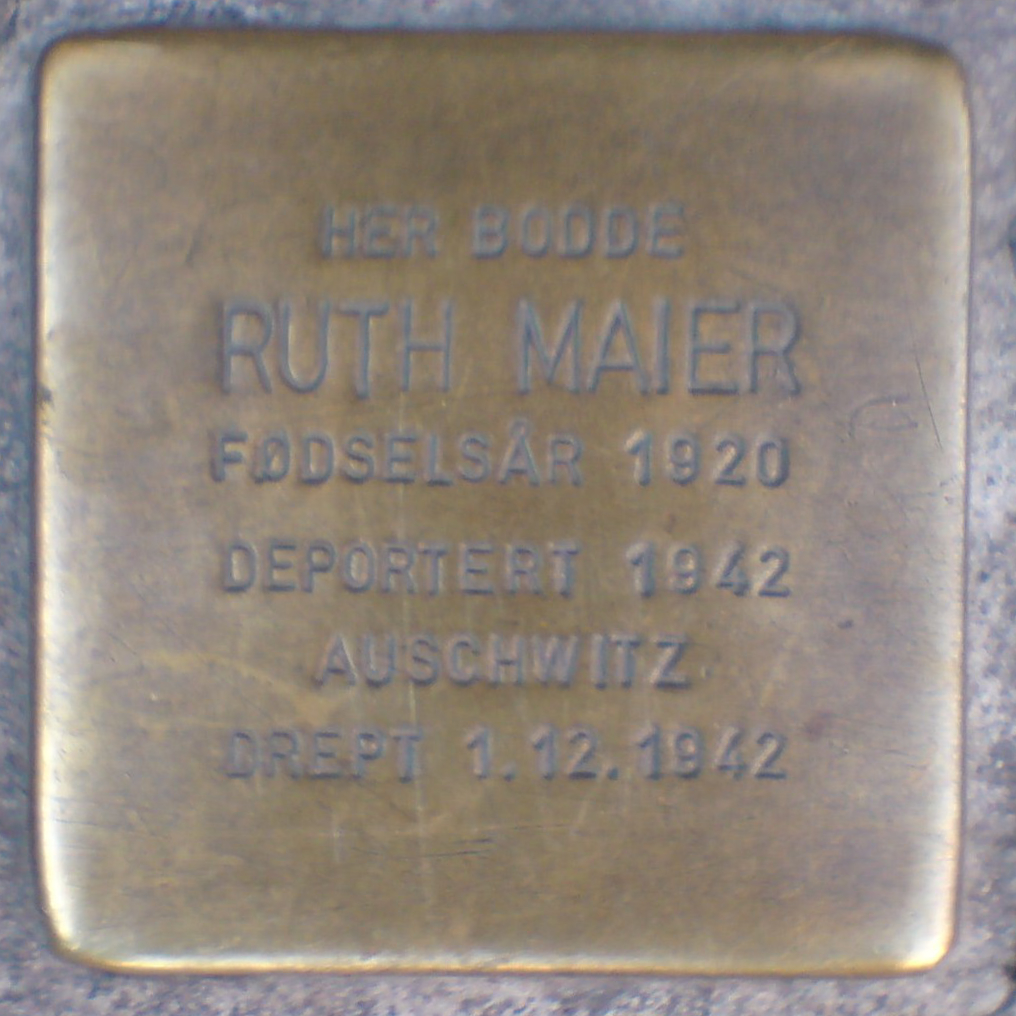
Snublestein ved Dalsbergstien 3 i Oslo, til minne om Ruth Maier

Under andra världskriget blev i Norge 772 judar tillfångatagna och deporterade till koncentrationsläger i Europa. Av dessa överlevde endast 34 personer.
I augusti 2010 blev de första tjugo snubbelstenarna utplacerade i Oslo, Norge. Av dessa placerades nitton utanför Calmeyers gate 15 och en vid Dalsbergstien 3, där Ruth Maier bodde.
I september 2011 utplacerades 23 snubbelstenar i Oslo på följande adresser:
- Maridalsveien utanför bygården Iduns gate 2 (Fredensborg)
- Maridalsveien 11A (Fredensborg)
- Markveien 67 (Grünerløkka)
- Karl den 12s gate 30 (Gatan finns inte längre utan platsen är mellan Oslo Plaza och Oslo Spektrum, Vaterland(no).
- Rådhusgaten 28 (Sentrum)
- Langes gate 11 (St. Olavs plass)
- Geitemyrsveien 27B (St.Hanshaugen)[18]

I september 2012 blev 21 nya snubbelstenar utplacerade i Oslo, varvid det totala antalet i Oslo uppgick till 64 stycken.
Trondheim fick sina åtta första snubbelstenar ii september 2012, och Larvik fick samma månad nio stenar.
På 75-årsdagen av Kristallnatten, den 9 november 2013, blev Moritz Rabinowitz uppmärksammad med en snubbelsten utanför hans tidigare hem i Strandgaten i Haugesund. En sten utplacerades även vid Øvregata i Haugesund för Georg Rechenberg, som överlevde Förintelsen och återvände till Haugesund efter kriget.
Den 14 juni 2014 blev de tio första snubbelstenarna i Bergen utplacerade, i stadsdelen Møhlenpris(no), där det bodde många judiska familjer.
Den 16 juni 2014 utplacerades tre snubbelstenar i Harstad på den tomt där Shotland-familjens hus en gång stod. Shotland var en judisk familj som sändes till Auschwitz under andra världskriget. Ingen i familjen överlevde.
Totalt blev under 2014 omkring 100 nya snubbelstenar utplacerade i Norge, varvid antalet deporterade som uppmärksammats med snubbelstenar ökade till 246 (augusti 2014).
År 2015 blev en snubbelsten utplacerad till minne av motståndsmannen Tormod Nygaard(no).
År 2015 blev sju snubbelstenar utplacerade vid Fjellhamar utanför Oslo, till minne av det gifta paret Rakel ocoh Salom David Bodd och deras fem barn Arvid, Mary Dora, Bjørn Benjamin, Liv och Isak födda mellan 1922 och 1927 som blev deporterade den 26 november 1942. Alla mördades i Auschwitz. Ett barnbarn till paret Bodd fött i mars 1942 som vistades på ett barnhem överlevde genom att en person i personalen på barnhemmet tog med sig babyn hem till sin egen familj.
I juni 2016 utplacerades snubbelstenar i Kristiansund, till minne av de 18 judiska kristiansundsbor som blev deporterade till Auschwitz. Sju offer från familjen Borøchstein har sina stenar vid Nedre Enggate 21, fyra offer från familjen Hirsch har sina stenar vid Hauggata 14, sex offer har sina stenar vid Ole Jullums Gate 17, och Sara Granstein har sin sten placerad utanför Fløyveien 13; vid de adresser där de bodde. Kristiansund hade Norges tredje största judiska befolkning, med egen rabbin och församling.
I juni 2016 utplacerades snubbelstenar till minne av Israel, Lea, Reidun och Morten Steinfeld vid Rasmus Rønnebergsgate 18 i Ålesund, där familjen hade sin sista bostad.
I mars 2025 fanns det 757 snubbelstenar utplacerade i Norge.

## Snubbelstenar i Danmark
https://snublesten.dk - webbplats för snubbelstenar i Danmark.
I juni 2019 utplacerades de första snubbelstenarna i Danmark, som därmed blev det 25:e landet i projektet.
Tre stenar utplacerades den 17 juni 2019 vid Köpenhamns synagoga. Totalt utplacerades tolv stenar vid detta tillfälle, i Köpenhamn och på Frederiksberg.
Sedan augusti 2021 har "foreningen Snublesten Fyn" utplacerat tolv snubbelstenar i Odense, två i Assens och senast, 12 augusti 2022, två i Svendborg och en i Skårup vid Svendborg.
Stenarna är utplacerade för att påminna om de personer, judar, motståndsmän, kommunister med flera, som mördades i koncentrationsläger eller på andra sätt.
Vid utgången av 2024 var över 130 stycken snubbelstenar utplacerade i Danmark.

### Webbsidor
- Webbplats "Stolpersteine - ein KunstDenkmal von Gunter Demnig".
- Sublestein.no - webbplats för snubbelstenar i Norge